# Ульф Екберг
Ульф Гуннар Екберг (швед. Ulf Gunnar Ekberg 6 грудня 1970, Гетеборг, Швеція) — шведський музикант, один із засновників шведської поп-групи Ace of Base разом з Йонасом Берггреном, Лінн Берггрен і Єнні Берггрен .

## Внесок у групу Ace of Base

### Речитатив
Його голос можна почути в наступних піснях:
- «All That She Wants»
- «Wheel of Fortune»
- «Living in Danger»
- «My Mind»
- «Happy Nation»
- «Do not Turn Around»
- «Waiting for Magic»
- «Fashion Party»
- «Münchhausen (Just Chaos)»
- «Hear Me Calling»
- «Perfect World»
- «I Pray»
- «Change With the Light»
- "Mr. Replay "

### Автор і продюсер
Він написав і спродюсував такі пісні:
- «All That She Wants» (разом з Йонасом Берггреном)
- «Young and Proud» (разом з Йонасом Берггреном)
- «Wheel of Fortune» (разом з Йонасом Берггреном)
- «Dancer in Daydream» (разом з Йонасом Берггреном)
- «My Mind» (разом з Йонасом Берггреном)
- «Münchhausen (Just Chaos)» (разом з Йонасом Берггреном)
- «Happy Nation» (разом з Йонасом Берггреном)
- «Voulez-Vous Danser» (разом з Йонасом Берггреном)
- «Waiting for Magic» (разом з Йонасом Берггреном)
- «Living in Danger» (разом з Йонасом Берггреном)
- «Hear Me Calling» (разом з Йонасом Берггреном, Лінн Берггрен і Дженні Берггрен)
- «Que Sera» (разом з StoneStream і Джоном Баллардом)
- «Perfect World» (разом з StoneStream і Джоном Баллардом)
- «Edge of Heaven» (разом з StoneStream і Джоном Баллардом)
- «I Pray» (разом з Джоном Баллардом)
- «Do not Go Away» (разом з Джоном Баллардом)
- «Mecry, mercy» (разом з Джоном Баллардом) (B-side)
- «Love In December» (разом з Йонасом Берггреном, Лінн Берггрен і Дженні Берггрен)
- «Change With the Light» (разом з Йонасом Берггреном, Лінн Берггрен і Дженні Берггрен)
- «Blah, Blah, Blah on the Radio» (разом з Йонасом Берггреном)
- «Southern California» (разом з Йонасом Берггреном)
- «Told My Ma» (разом з Йонасом Берггреном)
- «Black Sea» (разом з Йонасом Берггреном)
- «One Day» (разом з Йонасом Берггреном)
- «Precious» (разом з Йонасом Берггреном)
- «Vision in Blue» (разом з Йонасом Берггреном)
- «Who am I» (разом з Йонасом Берггреном)
- «Doreen» (разом з Йонасом Берггреном)
- «All For You» (разом з Йонасом Берггреном і Йонасом Сеіда)
- «The Golden Ratio» (разом з Йонасом Берггреном і Йонасом Сеіда)
- «Mr. Replay »(разом з Йонасом Берггреном, Арі Лехтоненом і Д. Маас)